# Monika Jachmann-Michel
Monika Jachmann-Michel (* 21. Dezember 1963 in Freising) ist eine deutsche Juristin und Hochschullehrerin.

## Leben
Nach der Promotion 1991 an der Universität Regensburg zum Dr. iur. und der Habilitation 1996 ebenda lehrte sie von 1996 bis 1997 auf der C3-Professur für Öffentliches Recht an der Juristischen Fakultät der Universität Heidelberg, von 1997 bis 2001 auf dem Lehrstuhl für Öffentliches Recht, insbesondere Steuerrecht, an der Friedrich-Schiller-Universität Jena und von 2001 bis 2004 als Professorin für Öffentliches Finanz- und Steuerrecht an der Universität Hamburg. 2005 wurde sie Richterin am Bundesfinanzhof und ist dort seit April 2016 Vorsitzende des für Kapitalvermögen und Freiberufler zuständigen VIII. Senats. Daneben lehrt sie seit 2006 als Honorarprofessorin in München.
Im September 2019 gehörte sie zu den etwa 100 Staatsrechtslehrern, die sich mit dem offenen Aufruf zum Wahlrecht Verkleinert den Bundestag! an den Deutschen Bundestag wandten.

## Schriften (Auswahl)
- Verfassungsrechtliche Grenzen der Besteuerung. Sozialstaatliche Steuergesetzgebung im Spannungsverhältnis zwischen Gleichheit und Freiheit. Aachen 1996, ISBN 3-8265-5376-4.
- Wider das Steuerchaos. Stuttgart 1998, ISBN 3-415-02516-0.
- Die Fiktion im öffentlichen Recht. Berlin 1998, ISBN 3-428-08824-7.
- Allgemeines Verwaltungsrecht. Neuwied 1999, ISBN 3-472-03756-3.